# Ulrich Gerhardt
Ulrich Karl Friedrich Kurt Eduard Gerhardt ( 2 de octubre de 1875, Wurzburgo - 8 de junio de 1950, Halle) fue un zoólogo alemán.
Estudió en Wurzburgo y en Berlín desde 1885 y se convirtió en licenciado en 1893. Estudió medicina en Heidelberg, Berlín y Estrasburgo. Gerhardt recibió su doctorado en medicina en 1899 en Berlín y se doctoró en filosofía en Breslau en 1903 .
Desde 1905, comenzó como profesor de zoología en Breslau, como profesor de tiempo completo en 1911 y profesor extraordinario en 1921. En 1924, dirige la escuela de veterinaria de Halle.
Estudió por primera vez los mamíferos y, sobre todo, conejos antes de buscar los invertebrados: saltamontes, ciempiés, babosas y arañas. Estos últimos los estudió durante los años 1921 a 1933 y publica mil páginas sobre ellos, no está claro por qué se interrumpió su investigación en ese momento. Estaba interesado en todos los aspectos de la biología y morfología de estos animales.
En la Alemania nazi fue oficial SS y miembro del NSDAP.